# Košarkaški klub Železničar Inđija
Il Košarkaški klub Železničar Inđija è una società cestistica avente sede nella città di Inđija, in Serbia.
Fondata nel 1970, disputa il campionato serbo.